# Сын мандарина
Сын мандарина — одноактная комическая опера композитора Цезаря Кюи на либретто Виктора Крылова.

## Сюжет
Действие происходит в Китае, в трактире, куда должен приехать мандарин Кау-Цинг. В заведении работает молодой человек Мури, обычный слуга, влюбленный в Йеди, дочь трактирщика. Сам трактирщик Зин-Зингу просватал дочь за Зай-Санга, другого слугу. Приехавший мандарин узнаёт в Мури своего сына, изгнанного вместе с матерью много лет назад.

## История
Опера написана в 1859 году композитором Цезарем Кюи по подобию комических опер Даниэля Обера и оперетт Жака Оффенбаха. По настоятельному совету М. А. Балакирева, в исполнении мужской и женской партий использовалась арфа, придавая музыке необходимый восточный стилизованный колорит.

### Премьера
Опера была впервые поставлена 22 февраля 1859 года на домашнем спектакле в доме супругов Керзиных (улица Никольская) при участии самого автора Цезаря Кюи и М. А. Балакирева в качестве аккомпаниаторов (фортепьяно), Матильды Рафаиловны Кюи (в роли Йеди) и композитора М. П. Мусоргского (в роли мандарина).
| Роль                   | вокальный регистр | 22 декабря 1859 года |
| ---------------------- | ----------------- | -------------------- |
| Кау-Цинг, мандарин     | бас               | Модест Мусоргский    |
| Зин-Зингу, трактирщик  | баритон           | Пётр Гумбин          |
| Йеди, дочь трактирщика | сопрано           | Матильда Кюи         |
| Мури, слуга            | тенор             | И. И. Чернявский     |
| Зай-Санг, другой слуга | бас               | Н. Н. Вельяминов     |

Позднее имела популярность на многих любительских спектаклях в том числе в 1876 году в доме генерал-адъютанта Дмитрия Головачёва (партию Зай-Санга исполнил мичман Н. В. Унковский).
Первая публичная постановка оперы состоялась 7 декабря 1878 года в Клубе художников в Санкт-Петербурге. Оркестром дирижировал В. И. Главач.
| Роль                   | вокальный регистр | 7(19) декабря 1878 года |
| ---------------------- | ----------------- | ----------------------- |
| Кау-Цинг, мандарин     | бас               | Станислав Габель        |
| Зинзингу, трактирщик   | баритон           | Владимир Алейников      |
| Йеди, дочь трактирщика | сопрано           | Ольга Скальковская      |
| Мури, слуга            | тенор             | Пётр Лодий              |
| Зай-Санг, другой слуга | бас               | Николай Унковский       |

### Дальнейшие постановки

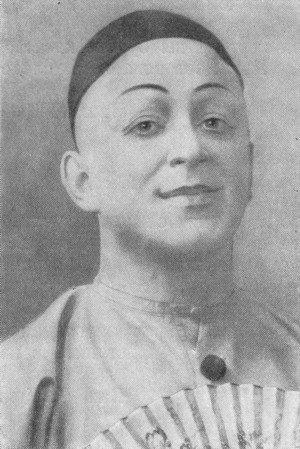
Л. Собинов в роли Мури

В 1901 году опера была впервые поставлена в Большом театре (партия Зай-Санга — Василий Тютюнник; Кау-Цинг — Пётр Фигуров).
26 октября 1921 года была впервые представлена в петроградском Малом государственном академическом театре под управлением Э. Купера (Г. Боссэ — Мандарин, Е. Бронская — Йеди, Н. Большакова — Мури, И. Тартаков — Трактирщик).
Партии из оперы были в репертуаре Л. Собинова, С. П. Юдина (Мури), М. Г. Гуковой (Йеди), И. Тартакова, Л. Савранского, В. А. Лосского (Зай-Санг), Г. В. Юкавского (трактирщик).